# Okręg Chartres
Okręg Chartres (fr. Arrondissement de Chartres) – okręg w środkowej Francji, departamencie Eure-et-Loir. Populacja wynosi 201 tysięcy.

## Podział administracyjny
W skład okręgu wchodzą następujące kantony:
- Auneau,
- Chartres-Nord-Est,
- Chartres-Sud-Est,
- Chartres-Sud-Ouest,
- Courville-sur-Eure,
- Illiers-Combray,
- Janville,
- Lucé,
- Maintenon,
- Mainvilliers,
- Voves.